# Бубрих, Дмитрий Владимирович
Дми́трий Влади́мирович Бу́брих (13 [25] июля 1890, Санкт-Петербург — 30 ноября 1949, Ленинград) — русский и советский филолог, профессор (1925), доктор филологических наук (1937), член-корреспондент Академии наук СССР (1946), один из создателей отечественной научной школы в области финно-угорской филологии, основатель (1925) и первый руководитель (до 1949 года) кафедры финно-угорской филологии Филологического факультета Ленинградского (ныне Санкт-Петербургского) государственного университета.

## Биография
Родился в семье преподавателя русского языка и словесности средних учебных заведений Санкт-Петербурга Владимира Фёдоровича Бубриха.
В 1909 году окончил Рижскую Николаевскую гимназию с золотой медалью и поступил на славяно-русское отделение историко-филологического факультета Санкт-Петербургского императорского университета, который окончил в 1913 году с дипломом 1-й степени. В 1911 году был арестован и выслан из Санкт-Петербурга за участие в студенческих волнениях. Специализировался как славист (под руководством А. А. Шахматова), в начале 1920-х годов, следуя совету А. А. Шахматова, приступил к изучению финно-угорских языков.
После 1917 года преподавал в московских и петроградских вузах. С 1922 года преподавал в своей альма-матер – Петроградском государственном университете. С 1925 года вплоть до кончины — заведующий кафедрой финно-угроведения Ленинградского государственного университета. Профессор кафедры угоро-финских языков этнологического факультета МГУ (1927—1929).
В 1934—1949 годах руководил сектором финно-угроведения в Институте языка и мышления им. Марра. Доктор филологических наук (1937).
В 1932—1933 годах НКВД готовился (но был отменён) арест Д.В.Бубриха как «финского националиста».
С 1937 года — по совместительству заведующий кафедрой карельского языка и карельской литературы Карельского государственного педагогического института в Петрозаводске.
В феврале 1938 года был арестован за «антисоветскую националистическую деятельность», как и многие финно-угроведы, но в следующем году оправдан и освобождён.
В годы Великой Отечественной войны работал в Карело-Финском государственном университете в эвакуации в Сыктывкаре.
В 1947—1949 годах — директор Карело-финского института истории, языка и литературы в Петрозаводске.
Научная и творческая деятельность Д.В.Бубриха постоянно проходила на два города – Ленинград и Петрозаводск, работу в которых он успешно совмещал.
В 1948—1949 годах, когда развернулась кампания по борьбе с космополитизмом, Д.В.Бубрих вновь подвергся идеологическим обвинениям в «буржуазной контрабанде» со стороны марристов во главе с Ф. П. Филиным и при участии некоторых своих бывших учеников, в том числе В. И. Алатырева.
Скончался 30 ноября 1949 года в возрасте 59 лет от сильного сердечного приступа во время лекции на рабочем месте в Ленинградском государственном университете.
Похоронен на Серафимовском кладбище (16 уч.).

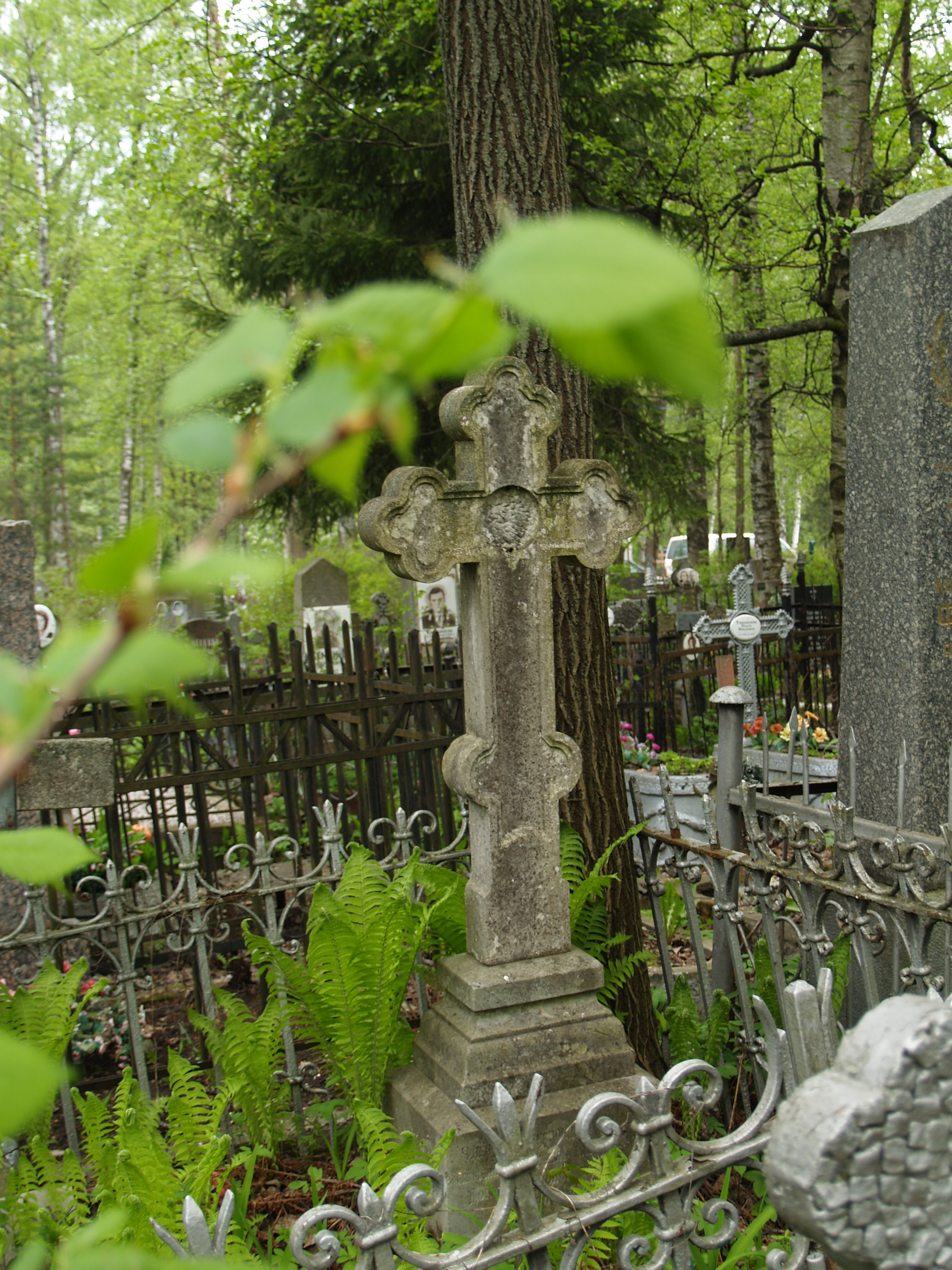
Могила Д. В. Бубриха на Серафимовском кладбище в Санкт-Петербурге

Основанная в 1925 году Бубрихом кафедра финно-угорской филологии Ленинградского (ныне Санкт-Петербургского) государственного университета стала одним из ведущих в СССР и затем в России "мозговых центров" в области финно-угорской филологии.

## Вклад в науку
Первые работы — по описанию русских диалектов, исторической фонетике славянских языков и индоевропейской акцентологии, в том числе защищённая в качестве диссертации книга «Севернокашубская система ударения» (1924), получившая восторженную оценку Мейе. Н. С. Трубецкой писал, что это исследование «обладает несомненными и явными признаками гениальности, — несмотря на то, что может быть теории Бубриха придётся отвергнуть».
С середины 1920-х годов полностью перешёл к изучению финно-угорских языков (практически всеми из них он владел свободно); организовал ряд экспедиций в Карелию, Мордовию и другие места, а также приложил много усилий для создания кафедр финно-угроведения в России и подготовки специалистов из числа носителей этих языков. Участвовал в создании письменности для народностей карелы, вепсы, ижоры, мордва, удмурты, марийцы, ханты и манси. В этот период им были написаны грамматики карельского, эрзя-мордовского и коми языков, исследования по исторической фонетике и морфологии финского, удмуртского, коми и др. финно-угорских языков, а также работы о происхождении «Калевалы».
Освещая тему родства финно-угорских языков, Бубрих акцентировал внимание на ареальных факторах как исходной составляющей их родства.

## Награды
- орден Трудового Красного Знамени (10.06.1945)

## Основные публикации
- Севернокашубская система ударения. Пгр, 1924.
- Финно-угорское языкознание в СССР // Финно-угорский сборник. — Л., 1928
- Карелы и карельский язык. М., 1932.
- Грамматика карельского языка. Петрозаводск, 1937 (также в книге Бубрих 2005).
- Эрзя-мордовская грамматика-минимум. Саранск, 1947.
- Историческая фонетика удмуртского языка (сравнительно с коми языком). Ижевск, 1948.
- Историческая фонетика финского-суоми языка. Петрозаводск, 1948 (также в книге Бубрих 2005).
- Грамматика литературного коми языка. Л., 1949.
- Историческая грамматика эрзянского языка. Саранск, 1953.
- Историческая морфология финского языка. М.-Л., 1955 (также в книге Бубрих 2005) (недоступная ссылка).
- Диалектологический атлас карельского языка. — Хельсинки, 1997 (в соавт.)
- Прибалтийско-финское языкознание: избранные труды. / Под ред. Г. М. Керта, Л. И. Сувиженко. СПб: СПбГУ, 2005.